# انقراض نهاية البوتومي الجماعي
الانقراض الجماعي في نهاية بوتوميا ، والمعروف أيضًا باسم الانقراضات الكامبرية المبكرة المتأخرة والتي تنقسم إلى فترتين من الانقراض حدثت خلال المرحلتين 4 و 5 من العصر الكامبري ، منذ حوالي 513 إلى 509 مليون سنة مضت. تتراوح تقديرات انخفاض التنوع العالمي خلال هذه الفتره من 50% من الأجناس البحرية  إلى أكثر من 80%.  من بين الأحيائيات التي تأثرت بهذا الحدث كانت الحفريات الصدفية الصغيرة ، والأثريات (مجموعة منقرضة من إسفنج البحر)، وثلاثيات الفصوص ، وذراعيات الأرجل ، والهيوليث ، والرخويات .    

رسم بياني يوضح سلسلة الإنقراضات

## أسباب
هناك عدة نضريات حول أسباب هذه الانقراضات. هناك أدلة على حدوث تغييرات كبيرة في دورة الكربون     ومستوى سطح البحر خلال هذا الوقت.  توجد أدلة أيضًا على زيادة نقص الأكسجين (فقدان الأكسجين) في بعض البيئات في المحيطات و البحار حول العالم.   
إحدى الفرضيات التي توحد هذا الدليل هو ربط هذه التغيرات البيئية بالانفجارات البركانية واسعة النطاق الناجمة عن تمركز الصخور الناريه في العديد من أنحاء العالم .   كان من الممكن أن تؤدي هذه الانفجارات واسعة النطاق إلى حقن كميات كبيرة من الغازات الدفيئة في الغلاف الجوي مما تسبب في ارتفاع درجة حرارة المناخ وما لحق ذلك من تحمض و تلوث وفقدان الأكسجين في المحيطات.  تم اكتشاف حالات شاذة من الزئبق في الطبقات المقابلة لحدث الانقراض ومع ذلك، فإن مثل هذه التخصيبات بالزئبق موجودة أيضًا في الصخور القديمة التي سبقت الأزمة الحيوية مما قد لايؤكد السبب الرئيسي وراء سلسلة الإنقراضات.  